# Hassane Fofana
Hassane Fofana (* 28. April 1992 in Gavardo) ist ein italienischer Leichtathlet ivorischer Herkunft, der sich auf den Hürdenlauf spezialisiert hat.

## Leben
Hassen Fofana wurde als Sohn ivorischer Eltern in Gavardo geboren. In seiner Kindheit betrieb er Fußball auf der Position eines Abwehrspielers beim ortsansässigen Verein und war auch im Basketball aktiv. Später fing er in Cavenago di Brianza mit der Leichtathletik an, bevor er nach Bergamo wechselte. Seit 2012 geht er für den Verein G.S. Fiamme Oro aus Padua an den Start. Er lebt in Bergamo, trainiert allerdings seit 2018 in Formia unter der Anleitung des Kubaners Santiago Antunez, der bereits die Top-Hürdenläufer Anier García und Dayron Robles betreute. Fofana ist Hobbykoch und einen Diplom-Abschluss im Bereich der Vermessungstechnik.

## Sportliche Laufbahn
Fofana tritt seit 2009 in Wettkämpfen als Hürdenläufer an. Damals gewann er die Silbermedaille bei den Italienischen U18-Meisterschaften. Ein Jahr später gewann er Bronze bei den nationalen U20-Meisterschaften, bevor er 2011 den Titel in dieser Altersklasse mit einer Zeit von 13,77 s gewinnen konnte. 2012 zog er erstmals bei den Italienischen Meisterschaften in das Finale ein, in dem er den vierten Platz belegen konnte. 2013 siegte er bei den nationalen U23-Meisterschaften mit Bestzeit von 13,81 s und ging anschließend im Juli bei den U23-Europameisterschaften in Tampere an den Start, schied dabei allerdings nach dem Vorlauf aus. Noch im selben Monat wurde er zwei Wochen später erstmals Italienischer Meister. Den Titel konnte er 2014 erfolgreich verteidigen und erfüllte zudem die Qualifikation für die Europameisterschaften in Zürich. Dabei lieb er im Vorlauf mit 13,55 s neue Bestzeit, verpasste als Vierter seines Laufes allerdings den Einzug in das Halbfinale.
2015 trat Fofana im Winter bei den Halleneuropameisterschaften in Prag über 60 m Hürden an, schied dabei allerdings erneut nach dem Vorlauf aus. 2016 nahm er in Amsterdam zum zweiten Mal an Europameisterschaften teil. Diesmal gelang es ihm in das Halbfinale einzuziehen, in dem er seine Bestleistung auf 13,52 s verbesserte. Sie genügte allerdings nur für den fünften Platz in seinem Lauf, womit er den Finaleinzug verpasste. 2017 trat er in Belgrad erneut bei den Halleneuropameisterschaften an, schied allerdings abermals nach dem Vorlauf aus. Im Frühjahr 2018 trat Fofana bei den Hallenweltmeisterschaften in Birmingham an und schied als Fünfter seines Vorlaufes über 60 m Hürden aus. Ende Juni belegte er den sechsten Platz bei den Mittelmeerspielen in Tarragona. Im August trat er bei den Europameisterschaften in Berlin, bei denen er seine Bestzeit im Vorlauf auf 13,50 s verbesserte. Damit zog er in das Halbfinale ein, in dem er als Vierter seines Laufes am Finaleinzug scheiterte. Im Juni stellte Fofana in Turku seine persönliche Bestzeit von 13,44 s auf. Exakt die gleiche Zeit lief er zwei Wochen später im Finale bei den Europaspielen in Minsk, mit denen er sich die Goldmedaille sicherte. Ende September gelang im in Doha bei den Weltmeisterschaften der Einzug in das Halbfinale.
Im Frühjahr trat Fofana, nachdem er Silber bei den Italienischen Hallenmeisterschaften gewann, bei den Halleneuropameisterschaften in Toruń an. Dabei zog er in das Halbfinale ein, in dem er mit 7,75 s als Sechster seines Laufes ausschied. Ende Juni steigerte er seine Bestzeit auf 13,42 s und wurde damit Italienischer Vizemeister. Zudem qualifizierte er sich damit für die Olympischen Sommerspiele in Tokio. Dort kam er in seinem Vorlauf allerdings nicht über den achten und damit letzten Platz hinaus und schied damit vorzeitig aus. 2022 trat Fofana im März bei den Hallenweltmeisterschaften in Belgrad an. Er belegte Platz 5 in seinem Vorlauf und verpasste, trotz 60-Meter-Hallenbestzeit von 7,65 s, als Sechster seines Halbfinallaufs den Einzug in das Finale. Insgesamt belegte er den 16. Platz. im August trat er bei den Europameisterschaften in München an, wobei er als Fünfter in seinem Halbfinallauf das Finale verpasste.
2023 trat Fofana im März bei den Halleneuropameisterschaften in Belgrad an. Dort verpasste er im Halbfinale als Fünfter seines Laufes den Einzug in das Finale. Später im August startete er in Budapest bei den Weltmeisterschaften. Auch dort erreichte er das Halbfinale, in dem er den siebten Platz in seinem Lauf belegte.
Im Laufe seiner Karriere wurde Fofana bislang insgesamt neun Mal italienischer Meister, sechs Mal über 110 m Hürden (2013–2016, 2019, 2022) und drei Mal über 60 m Hürden in der Halle (2015, 2017–2018).

## Wichtige Wettbewerbe
| Jahr                | Veranstaltung               | Ort                 | Platz               | Disziplin           | Zeit                |
| Startet für Italien | Startet für Italien         | Startet für Italien | Startet für Italien | Startet für Italien | Startet für Italien |
| ------------------- | --------------------------- | ------------------- | ------------------- | ------------------- | ------------------- |
| 2013                | U23-Europameisterschaften   | Tampere             | 9.                  | 110 m Hürden        | 14,05 s             |
| 2014                | Europameisterschaften       | Zürich              | 17.                 | 110 m Hürden        | 13,55 s             |
| 2015                | Halleneuropameisterschaften | Prag                | 15.                 | 60 m Hürden         | 7,75 s              |
| 2016                | Europameisterschaften       | Amsterdam           | 12.                 | 110 m Hürden        | 13,52 s             |
| 2017                | Halleneuropameisterschaften | Belgrad             | 14.                 | 60 m Hürden         | 7,78 s              |
| 2018                | Hallenweltmeisterschaften   | Birmingham          | 25.                 | 60 m Hürden         | 7,81 s              |
| 2018                | Mittelmeerspiele            | Tarragona           | 6.                  | 110 m Hürden        | 13,89 s             |
| 2018                | Europameisterschaften       | Berlin              | 11.                 | 110 m Hürden        | 13,52 s             |
| 2019                | Europaspiele                | Minsk               | 1.                  | 110 m Hürden        | 13,44 s             |
| 2019                | Weltmeisterschaften         | Doha                | 12.                 | 110 m Hürden        | 13,52 s             |
| 2021                | Halleneuropameisterschaften | Toruń               | 15.                 | 60 m Hürden         | 7,75 s              |
| 2021                | Olympische Sommerspiele     | Tokio               | 32.                 | 110 m Hürden        | 13,70 s             |
| 2022                | Hallenweltmeisterschaften   | Belgrad             | 16.                 | 60 m Hürden         | 7,65                |
| 2022                | Europameisterschaften       | München             | 10.                 | 110 m Hürden        | 13,56 s             |
| 2023                | Halleneuropameisterschaften | Istanbul            | 5. (2. Halbfinale)  | 60 m Hürden         | 7,71 s              |
| 2023                | Weltmeisterschaften         | Budapest            | 17.                 | 110 m Hürden        | 13,50 s             |

## Persönliche Bestleistungen
Freiluft
- 110-Meter-Hürdenlauf: 13,42 s, 26. Juni 2021, Rovereto

Halle
- 60-Meter-Hürdenlauf: 7,65 s, 20. März 2022, Belgrad